# Carl Andrießen
Carl Andrießen (* 6. Dezember 1925 in Bergisch Gladbach; † 11. November 1993) war ein deutscher Drehbuchautor, Satiriker und Kritiker.

## Leben
Andrießen wuchs in Mittweida auf. Er studierte Geschichte und Philosophie unter anderem bei Ernst Bloch und Hans Mayer. Zunächst arbeitete er – zur selben Zeit wie Bruno Apitz – als Redakteur und Theaterkritiker für die Leipziger Volkszeitung, später für den Frischen Wind und als Verfasser von Kritiken, Glossen und Polemiken für die Weltbühne. Zusammen mit Lothar Creutz schrieb er mehrere Drehbücher für die DEFA und den DFF. Der Dokumentarfilm Mein Freund Teddy thematisiert die Schule, die Andrießen in Mittweida besuchte. 1968 wurde er Eulenspiegel-Redakteur. Andrießen starb unverheiratet nach längerer Krankheit. Der Autor Günter Kotte hat Andrießen mit einem Hörfunkfeature (DS-Kultur 1992) und einem Dokumentarfilm (1995) posthum gewürdigt.

## Filmografie
Drehbücher
- 1954: Das Stacheltier – Ein freier Mensch
- 1954: Das Stacheltier – Ede sonnabends
- 1956: Das Stacheltier – Fleiß
- 1956: Das Stacheltier – Frisch Gesellen, seid zur Hand!
- 1958: Sie kannten sich alle
- 1959: Ware für Katalonien
- 1959: Bevor der Blitz einschlägt
- 1961: Die Liebe und der Co-Pilot
- 1962: Tanz am Sonnabend – Mord?
- 1962: Freispruch mangels Beweises
- 1963: Carl von Ossietzky
- 1966: Mein Freund Teddy
- 1966: Promotion

Kommentar
- 1966: Pankoff (mit Harry Hornig)

## Werke
- mit Lothar Creutz: Der Margarinekönig. Satirisches Spiel in einem Akt. Hofmeister Verlag, Leipzig 1956
- mit Lothar Creutz: Das Spiel mit dem Tode. Filmerzählung. Das Neue Berlin, Berlin 1961
- mit Lothar Creutz: Zwei Tropfen Gift in jeder Tasse Mokka. Anekdoten aus der Weltbühne der zwanziger Jahre. Buchverlag Der Morgen, Berlin 1964